# روري فلاك
روري فلاك (بالإنجليزية: Rory Flack)‏ هي مدربة تزلج فني ‏ أمريكية، ولدت في 28 أبريل 1971 في بلفيل في الولايات المتحدة.

## وصلات خارجية
- روري فلاك على موقع IMDb (الإنجليزية)